# Lista de jogos eletrônicos da Naughty Dog
A Naughty Dog é uma desenvolvedora norte-americana de jogos eletrônicos sediada em Santa Mônica, Califórnia. Foi fundada em 1984 por Andy Gavin e Jason Rubin como JAM Software, sendo renomeada para seu nome atual em 1989. O primeiro título desenvolvido pela empresa foi Math Jam, um jogo educacional lançado para o computador pessoal Apple II em 1985. Pelos dois anos seguintes a companhia lançou Ski Crazed e Dream Zone para o Apple II e outros computadores pessoais junto com a publicadora Baudville. Gavin e Rubin ficaram insatisfeitos com a Baudville e decidiram levar seu projeto seguinte para a Electronic Arts, que publicou Keef the Thief em 1989. Seu primeiro título para consoles foi Rings of Power, um RPG eletrônico lançado para Mega Drive e também publicado pela Electronic Arts. Em seguida veio Way of the Warrior em 1994 para o 3DO Interactive Multiplayer, um jogo eletrônico de luta que foi o primeiro título da Naughty Dog desenvolvido em parceria com a Universal Interactive Studios.
A Universal e a Naughty Dog então firmaram um acordo para a criação de mais três jogos, com a desenvolvedora concebendo um título de plataforma depois de perceberem a virada da indústria em direção a gráficos tridimensionais. Com a iminência da chegada do PlayStation, as duas empresas também entraram em uma parceria com a Sony Computer Entertainment, que publicou o título seguinte da Naughty Dog: Crash Bandicoot. Este estreou em 1996 e foi um enorme sucesso, sendo considerado um mascote para o novo console, levando a criação de duas continuações e um derivado: Crash Bandicoot 2: Cortex Strikes Back em 1998, Crash Bandicoot: Warped em 1998 e Crash Team Racing em 1999. O desenvolvimento destes títulos corroeu a relação da Naughty Dog e Sony com a Universal, com as duas primeiras passando a trabalhar diretamente uma com a outra com a vinda do PlayStation 2. Isto levou a compra da desenvolvedora por parte da Sony em 2001. No mesmo ano foi lançado Jak and Daxter: The Precursor Legacy, outro título de plataforma de grande sucesso que também gerou duas sequências e um derivado: Jak II em 2003, Jak 3 em 2004 e Jak X: Combat Racing em 2005.

## Jogos eletrônicos
| Título | Detalhes |
| --- | --- |
| Math Jam Data de lançamento original: 1985 | Anos de lançamento por sistema: 1985 – Apple II |
| Math Jam Data de lançamento original: 1985 | Notas: - Desenvolvido sob o nome de JAM Software - Jogo eletrônico educacional - Autopublicado |
| Ski Crazed Data de lançamento original: 1986 | Anos de lançamento por sistema: 1986 – Apple II |
| Ski Crazed Data de lançamento original: 1986 | Notas: - Desenvolvido sob o nome de JAM Software - Jogo eletrônico de esporte - Publicado pela Baudville |
| Dream Zone Data de lançamento original: 1987 | Anos de lançamento por sistema: 1987 – Apple IIGS 1988 – Amiga, Atari ST, DOS[carece de fontes?] |
| Dream Zone Data de lançamento original: 1987 | Notas: - Desenvolvido sob o nome de JAM Software - Jogo eletrônico de aventura - Publicado pela Baudville |
| Keef the Thief Data de lançamento original: 1989 | Anos de lançamento por sistema: 1989 – Apple IIGS, Amiga, DOS |
| Keef the Thief Data de lançamento original: 1989 | Notas: - Primeiro jogo eletrônico desenvolvido como Naughty Dog - Jogo eletrônico de RPG - Publicado pela Electronic Arts                                                                                       |
| Rings of Power Data de lançamento original: 1991 | Anos de lançamento por sistema: 1991 – Mega Drive |
| Rings of Power Data de lançamento original: 1991 | Notas: - Jogo eletrônico de RPG - Publicado pela Electronic Arts |
| Way of the Warrior Data de lançamento original: - AN: 30 de agosto de 1994 | Anos de lançamento por sistema: 1994 – 3DO Interactive Multiplayer |
| Way of the Warrior Data de lançamento original: - AN: 30 de agosto de 1994 | Notas: - Jogo eletrônico de luta - Publicado pela Universal Interactive Studios |
| Crash Bandicoot Datas de lançamento originais: - AN: 9 de setembro de 1996 - EU: 8 de novembro de 1996 - JP: 9 de dezembro de 1996                                                          | Anos de lançamento por sistema: 1996 – PlayStation 2007 – PlayStation 3, PlayStation Portable 2012 – PlayStation Vita                                                                                           |
| Crash Bandicoot Datas de lançamento originais: - AN: 9 de setembro de 1996 - EU: 8 de novembro de 1996 - JP: 9 de dezembro de 1996                                                          | Notas: - Jogo eletrônico de plataforma - Publicado pela Sony Computer Entertainment - Versões para PlayStation 3, PlayStation Portable e PlayStation Vita lançadas digitalmente por meio da PlayStation Network |
| Crash Bandicoot 2: Cortex Strikes Back Datas de lançamento originais: - AN: 31 de outubro de 1997 - EU: dezembro de 1997[carece de fontes?] - JP: 18 de dezembro de 1997[carece de fontes?] | Anos de lançamento por sistema: 1997 – PlayStation 2007 – PlayStation 3, PlayStation Portable 2012 – PlayStation Vita                                                                                           |
| Crash Bandicoot 2: Cortex Strikes Back Datas de lançamento originais: - AN: 31 de outubro de 1997 - EU: dezembro de 1997[carece de fontes?] - JP: 18 de dezembro de 1997[carece de fontes?] | Notas: - Jogo eletrônico de plataforma - Publicado pela Sony Computer Entertainment - Versões para PlayStation 3, PlayStation Portable e PlayStation Vita lançadas digitalmente por meio da PlayStation Network |
| Crash Bandicoot: Warped Datas de lançamento originais: - AN: 31 de outubro de 1998 - EU: 5 de dezembro de 1998 - JP: 17 de dezembro de 1998                                                 | Anos de lançamento por sistema: 1998 – PlayStation 2008 – PlayStation 3, PlayStation Portable 2012 – PlayStation Vita                                                                                           |
| Crash Bandicoot: Warped Datas de lançamento originais: - AN: 31 de outubro de 1998 - EU: 5 de dezembro de 1998 - JP: 17 de dezembro de 1998                                                 | Notas: - Jogo eletrônico de plataforma - Publicado pela Sony Computer Entertainment - Versões para PlayStation 3, PlayStation Portable e PlayStation Vita lançadas digitalmente por meio da PlayStation Network |
| Crash Team Racing Datas de lançamento originais: - AN: 30 de setembro de 1999 - JP: 16 de dezembro de 1999 - EU: 21 de dezembro de 1999                                                     | Anos de lançamento por sistema: 1999 – PlayStation 2007 – PlayStation 3, PlayStation Portable 2012 – PlayStation Vita                                                                                           |
| Crash Team Racing Datas de lançamento originais: - AN: 30 de setembro de 1999 - JP: 16 de dezembro de 1999 - EU: 21 de dezembro de 1999                                                     | Notas: - Jogo eletrônico de corrida - Publicado pela Sony Computer Entertainment - Versões para PlayStation 3, PlayStation Portable e PlayStation Vita lançadas digitalmente através da PlayStation Network     |
| Jak and Daxter: The Precursor Legacy Datas de lançamento originais: - AN: 3 de dezembro de 2001 - PAL: 7 de dezembro de 2001 - JP: 20 de dezembro de 2001                                   | Anos de lançamento por sistema: 2001 – PlayStation 2 2012 – PlayStation 3 2013 – PlayStation Vita 2017 – PlayStation 4                                                                                          |
| Jak and Daxter: The Precursor Legacy Datas de lançamento originais: - AN: 3 de dezembro de 2001 - PAL: 7 de dezembro de 2001 - JP: 20 de dezembro de 2001                                   | Notas: - Jogo eletrônico de plataforma - Publicado pela Sony Computer Entertainment - Versão para PlayStation 4 lançada digitalmente por meio da PlayStation Network                                            |
| Jak II Datas de lançamento originais: - AN: 14 de outubro de 2003 - EU: 17 de outubro de 2003                                                                                               | Anos de lançamento por sistema: 2003 – PlayStation 2 2012 – PlayStation 3 2013 – PlayStation Vita 2017 – PlayStation 4                                                                                          |
| Jak II Datas de lançamento originais: - AN: 14 de outubro de 2003 - EU: 17 de outubro de 2003                                                                                               | Notas: - Jogo eletrônico de plataforma - Publicado pela Sony Computer Entertainment - Versão para PlayStation 4 lançada digitalmente por meio da PlayStation Network                                            |
| Jak 3 Datas de lançamento originais: - AN: 9 de novembro de 2004 - EU: 26 de novembro de 2004                                                                                               | Anos de lançamento por sistema: 2004 – PlayStation 2 2012 – PlayStation 3 2013 – PlayStation Vita 2017 – PlayStation 4                                                                                          |
| Jak 3 Datas de lançamento originais: - AN: 9 de novembro de 2004 - EU: 26 de novembro de 2004                                                                                               | Notas: - Jogo eletrônico de plataforma - Publicado pela Sony Computer Entertainment - Versão para PlayStation 4 lançada digitalmente por meio da PlayStation Network                                            |
| Jak X: Combat Racing Datas de lançamento originais: - AN: 18 de outubro de 2005 - EU: 4 de novembro de 2005                                                                                 | Anos de lançamento por sistema: 2005 – PlayStation 2 2017 – PlayStation 4 |
| Jak X: Combat Racing Datas de lançamento originais: - AN: 18 de outubro de 2005 - EU: 4 de novembro de 2005                                                                                 | Notas: - Jogo eletrônico de combate de veículos - Publicado pela Sony Computer Entertainment - Versão para PlayStation 4 lançada digitalmente por meio da PlayStation Network                                   |
| Uncharted: Drake's Fortune Datas de lançamento originais: - AN: 20 de novembro de 2007 - EU: 7 de dezembro de 2007                                                                          | Anos de lançamento por sistema: 2007 – PlayStation 3 2015 – PlayStation 4 |
| Uncharted: Drake's Fortune Datas de lançamento originais: - AN: 20 de novembro de 2007 - EU: 7 de dezembro de 2007                                                                          | Notas: - Jogo eletrônico de ação-aventura - Publicado pela Sony Computer Entertainment |
| Uncharted 2: Among Thieves Datas de lançamento originais: - AN: 13 de outubro de 2009 - EU: 16 de outubro de 2009                                                                           | Anos de lançamento por sistema: 2009 – PlayStation 3 2015 – PlayStation 4 |
| Uncharted 2: Among Thieves Datas de lançamento originais: - AN: 13 de outubro de 2009 - EU: 16 de outubro de 2009                                                                           | Notas: - Jogo eletrônico de ação-aventura - Publicado pela Sony Computer Entertainment |
| Uncharted 3: Drake's Deception Datas de lançamento originais: - AN: 1 de novembro de 2011 - EU: 2 de novembro de 2011                                                                       | Anos de lançamento por sistema: 2011 – PlayStation 3 2015 – PlayStation 4 |
| Uncharted 3: Drake's Deception Datas de lançamento originais: - AN: 1 de novembro de 2011 - EU: 2 de novembro de 2011                                                                       | Notas: - Jogo eletrônico de ação-aventura - Publicado pela Sony Computer Entertainment |
| The Last of Us Data de lançamento original: 14 de junho de 2013 | Anos de lançamento por sistema: 2013 – PlayStation 3 |
| The Last of Us Data de lançamento original: 14 de junho de 2013 | Notas: - Jogo eletrônico de ação-aventura - Publicado pela Sony Computer Entertainment |
| The Last of Us: Left Behind Data de lançamento original: 14 de fevereiro de 2014 | Anos de lançamento por sistema: 2014 – PlayStation 3, PlayStation 4 |
| The Last of Us: Left Behind Data de lançamento original: 14 de fevereiro de 2014 | Notas: - Jogo eletrônico de ação-aventura - Publicado pela Sony Computer Entertainment - Conteúdo para download de The Last of Us - Lançado como expansão autônoma para PlayStation 3 e PlayStation 4 em 2015   |
| The Last of Us Remastered Datas de lançamento originais: - AN: 29 de julho de 2014 - PAL: 30 de julho de 2014                                                                               | Anos de lançamento por sistema: 2014 – PlayStation 4 |
| The Last of Us Remastered Datas de lançamento originais: - AN: 29 de julho de 2014 - PAL: 30 de julho de 2014                                                                               | Notas: - Jogo eletrônico de ação-aventura - Publicado pela Sony Computer Entertainment - Remasterização de The Last of Us e The Last of Us: Left Behind                                                         |
| Uncharted 4: A Thief's End Data de lançamento original: 10 de maio de 2016 | Anos de lançamento por sistema: 2016 – PlayStation 4 |
| Uncharted 4: A Thief's End Data de lançamento original: 10 de maio de 2016 | Notas: - Jogo eletrônico de ação-aventura - Publicado pela Sony Computer Entertainment |
| Uncharted: The Lost Legacy Datas de lançamento originais: - AN: 22 de agosto de 2017 - PAL: 23 de agosto de 2017                                                                            | Anos de lançamento por sistema: 2017 – PlayStation 4 |
| Uncharted: The Lost Legacy Datas de lançamento originais: - AN: 22 de agosto de 2017 - PAL: 23 de agosto de 2017                                                                            | Notas: - Jogo eletrônico de ação-aventura - Publicado pela Sony Interactive Entertainment - Expansão autônoma de Uncharted 4: A Thief's End                                                                     |
| The Last of Us Part II Data de lançamento original: 19 de junho de 2020 | Anos de lançamento por sistema: 2020 – PlayStation 4 |
| The Last of Us Part II Data de lançamento original: 19 de junho de 2020 | Notas: - Jogo eletrônico de ação-aventura - Publicado pela Sony Interactive Entertainment |